# Sara Ranta-Rönnlund
Sara Ranta-Rönnlund, född Poidnack, född 27 november 1903 i Årosjåkk vid Paittasjärvi i Jukkasjärvi församling, död 26 november 1979 i Helga Trefaldighets församling i Uppsala, var en svensk-samisk författare.
Sara Ranta-Rönnlund växte upp i en renskötarfamilj i Laevas sameby på nordöstra sidan om Kalix älv. Skolgången bestod av sex somrar i visteskola, där hon lärde sig tala och skriva svenska. Hon kunde dessutom tala finska jämte hemspråket samiska. Hon gifte sig 1926 och levde elva år i en læstadiansk miljö i Nilivaara och Dokkas. Efter skilsmässa 1941 gifte hon sig en andra gång 1947 och bosatte sig i Gällivare. Hon födde sammanlagt nio barn, varav två dog i späd ålder. Efter att ha blivit änka 1953 flyttade hon 1958 till Uppsala där hennes två söner studerade.
Ranta-Rönnlund arbetade som städerska bland annat på Uppsala universitet och hembiträde hos en akademikerfamilj. Hon avslutade sin arbetsdag vid midnatt efter att ha städat ett bageri; 17 timmars arbetsdag var hennes verklighet under många år. Hon började skriva böcker på nätterna efter avslutad arbetsdag.
Efter pensioneringen fullföljde hon författarskapet och debuterade vid 68 års ålder. Hon skrev sammanlagt fyra böcker, som utgavs under 1970-talet, med minnen från uppväxten och hörsägner och skrönor om livet bland samer och nybyggare i Lappland.
Sara Ranta-Rönnlunds skildringar av om samers liv är osentimentala – att idealisera det samiska var främmande för henne.